# Bouchagroune
Bouchagroune è un comune dell'Algeria, situato nella provincia di Biskra.